# Tungcsuan
Tungcsuan (egyszerűsített kínai írással: 铜川市, pinjin: Tóngchuān) prefektúra szintű város Kínában, Senhszi tartományban. Lakosainak száma 698 322 fő (2020).

## Népesség
| 2010 | 834 437 |
| 2020 | 698 322 |